# Vittorio Notarnicola
Vittorio Notarnicola (Castellana Grotte, 1923 – Milano, 5 settembre 1976) è stato un giornalista italiano.

## Biografia
Ex ufficiale di Marina, è stato un inviato per L'Europeo e il Corriere Lombardo, capocronista e poi caporedattore al Corriere d'Informazione e infine inviato speciale al Corriere della Sera. Grande giornalista, il suo unico errore fu, nella concitazione dopo la strage di piazza Fontana, di accettare la versione della polizia e scrivere l'articolo "La furia della bestia umana" su Pietro Valpreda.

## Opere
- scritto con Orio Vergani e Mario Oriani, La leggenda di Fausto Coppi, collana I romanzi del Corriere, Il Corriere della Sera, 1960
- Giovanni Borghi, Milano, ed. Longanesi, 1966
- Le mani nel cuore, Milano, ed. Ferro, 1967
- Barnard: il cuore non muore, Milano, ed. Palazzi, 1969

## Premi
- ha vinto il Premio Saint-Vincent per il giornalismo nel 1956
- ha vinto il Premiolino nel 1960 per l'articolo "È morta la Titta del Bar Brera"[1]
- è stato segnalato al Premio Teramo del 1968